# Храм на Хефест (Атина)
Храмът на Хефест или Хефестейон  (на гръцки: nαός Ηφαίστου) е древногръцки храм в Атина на върха на хълма Колона Агорска от западната страна на Атинската агора, най-добре запазената сграда на Агората . По-рано той се е наричал също Тесейон (на гръцки: εσειον), поради погрешното предположение, че там са пренесени останките на Тезей от Кимон .
Обкръжен с дорийска колонада (6 × 13 колони), храмът се състои от цела с вътрешна колонада на два етажа, пред която се намират преддверие и опистодом. Строежът вероятно е започнал през 449 г. пр. Хр., непосредствено преди строежа на Партенона. Във вътрешността до култовата статуя на Хефест върху същата база е стояла и статуя на богинята Атина. Външният дорийски фриз бил украсен със скулптури (метопи на източната фасада и по четири метопи върху всяка от дългите страни); непрекъснат фриз от йонийски тип минавал зад колонадата, над портика на входа (сражение в присъствието на боговете) и над входа на опистодома (Кентавромахия).
Павзаний пише, че в храма са се намирали бронзови статуи на Атина и Хефест. Запазени са надписи за плащания за изработка на две бронзови статуи между 421 и 415 г. пр. Хр., но скулпторът не е споменат. Традиционно се приписват на Алкамен.
Хефестейон е запазен благодарение на превръщането му в християнска църква през VII век. До 1834 г. е гръцка православна църква „Св. Георги Акаматес“.